# Меїр Ашкеназі (купець)
Меїр Ашкеназі був кримським євреєм шістнадцятого століття.
Посланник кримського хана. Його життя обірвалося внаслідок нападу піратів між 15-м і 25-м днями Таммуза (липня) 1567 року.
Зі свідчень свідка Еліаса бен Неемії, даних перед колегією рабиннів у Цфаті у справі вдови та спадкоємців убитого Меїра Ашкеназі, стає відомо, що Меїр був мешканцем Кефе (нині Феодосія, Україна). Його батьки на той час все ще жили в Кефе, а брат навчався в єшиві Брест-Литовська.
Відомо також, що Ашкеназі привіз до Гави військовополонених з Єгипту. За дорученням хана татарського він був призначений посланцем до короля Польщі.
Під час подорожі з Гави до Дахли (ймовірно, Дахла або Дахле в західному оазисі Верхнього Єгипту) Ашкеназі та всі пасажири на кораблі загинули від рук піратів.